# Enrique Cantos
Enrique Cantos (Guayaquil, Guayas, Ecuador, 25 de febrero de 1925 - 19 de febrero de 1996) fue un futbolista y entrenador ecuatoriano. Jugaba de interior derecho o mediocampista de ataque y su último equipo fue el Barcelona Sporting Club. Formó parte también del equipo Panamá Sporting Club y fue seleccionado nacional amateur del Guayas en 1948 y 1949.
Fue asistente técnico de algunos entrenadores del "Ídolo" y fue entrenador titular en 1967 donde quedó campeón provincial del Guayas. Su hijo Gabriel Enrique Cantos León, también jugó en Barcelona Sporting Club además su yerno Wilson Nieves también fue "canario".
Enrique Cantos Guerrero fue el único jugador de Barcelona Sporting Club que fue campeón de los tres torneos máximos en la historia del Club, Campeonatos Amateurs del Guayas en 1950, Campeonato de Guayaquil en 1955 y 1961 y Serie A de Ecuador en 1960.

## Trayectoria
Su primer club, es el Panamá Sporting Club luego que Alfonzo Suárez Rizzo viera a un muchachos talentoso en los campos baldíos del Jockey Club (hoy Centro Cívico). Ya en las juveniles se junta con nombres como Vargas, Solís, Montalván, Valle, Chávez y su hermano Jorge.
Juega cuatro temporadas para el equipo "panamito" cuando su Presidente Dalton Marriot, vende a casi todo su equipo, Cantos junto a sus compañeros llegan al Barcelona Sporting Club recién ascendido en 1947.
Forma una de las delanteras "criollas" más temidas en el fútbol porteño junto a Jiménez, Chuchuca, Vargas, Andrade y posterior Rodríguez.
Fue una de las figuras del partido en la Victoria a Millonarios en agosto de 1949 abriendo la ruta de esa histórica victoria, en 1950 fue último campeón amateur con los "toreros" y en 1955 fue por primera vez campeón profesional.
En 1958 reforzó el equipo de La Favorita en la Serie Intermedia y regresó a Barcelona luego de la crisis deportiva que vivió tras el descenso en torneo provincial que nunca se dio por ocupar la plaza del Valdez en 1959. En 1960 fue campeón nacional, su único título nacional como jugador además fue goleador del mismo con 8 tantos, jugó la Copa Libertadores del año 61' y jugó unos años más y se retiró como deportista.
El 21 de agosto de 1960 se produce la primera victoria del Barcelona ante Emelec en el Estadio Modelo, luego de ir perdiendo, Cantos pone el gol del empate que posteriormente los amarillos le darían la vuelta produciendo la primera victoria en ese escenario.

## Selección nacional
Fue internacional con la Selección de fútbol de Ecuador en 17 ocasiones y marcó 4 goles. Su debut fue el 30 de noviembre de 1947 y su último partido fue 1 de abril de 1957. Fue convocado para disputar 4 Copas Américas

### Participaciones en Copa América
| Proceso                      | Sede    | Resultado          | Partidos | Goles |
| ---------------------------- | ------- | ------------------ | -------- | ----- |
| Campeonato Sudamericano 1947 | Ecuador | Primera Ronda (6°) | 3        | 0     |
| Campeonato Sudamericano 1949 | Brasil  | Primera Ronda (7°) | 6        | 1     |
| Campeonato Sudamericano 1955 | Chile   | Primera Ronda (6°) | 3        | 0     |
| Campeonato Sudamericano 1957 | Perú    | Primera Ronda (7°) | 5        | 3     |
| Total                        | Total   | Total              | 17       | 4     |

## Clubes
| Club                   | País    | Año         | Part. | Goles | Prom. |
| ---------------------- | ------- | ----------- | ----- | ----- | ----- |
| Panamá S.C.            | Ecuador | 1940 - 1945 |       |       |       |
| Barcelona S.C.         | Ecuador | 1946 - 1961 |       |       |       |
| La Favorita (Préstamo) | Ecuador | 1958        |       |       |       |
| Total                  |         | 1940 - 1961 |       |       |       |

## Palmarés

### Títulos nacionales
| Título                                     | Club                    | País    | Año  |
| ------------------------------------------ | ----------------------- | ------- | ---- |
| Campeonatos Amateurs del Guayas Superior B | Barcelona Sporting Club | Ecuador | 1946 |
| Campeonatos Nacional de Provincias         | Selección del Guayas    | Guayas  | 1949 |
| Campeonatos Amateurs del Guayas            | Barcelona Sporting Club | Ecuador | 1950 |
| Campeonato de Guayaquil                    | Barcelona Sporting Club | Ecuador | 1955 |
| Serie A de Ecuador                         | Barcelona Sporting Club | Ecuador | 1960 |
| Campeonato de Guayaquil                    | Barcelona Sporting Club | Ecuador | 1961 |

### Distinciones individuales
| Distinción                           | Año  |
| ------------------------------------ | ---- |
| Goleador del Campeonato de Guayaquil | 1955 |
| Goleador de la Serie A de Ecuador    | 1960 |